# هری رابرتس
هری رابرتس (به انگلیسی: Harry Roberts) بازیکن فوتبال زادهٔ ۱ سپتامبر ۱۹۰۷ اهل انگلستان بود که سابقهٔ بازی در تیم ملی فوتبال انگلستان را در کارنامهٔ خود دارد. وی در تاریخ ۱۶ مه ۱۹۳۱ تنها بازی ملی خود را در مقابل تیم ملی فوتبال بلژیک انجام داد.